# Dosroha
Dosroha is een bestuurslaag in het regentschap Samosir van de provincie Noord-Sumatra, Indonesië. Dosroha telt 1021 inwoners (volkstelling 2010).